# Gadsden (Alabama)
Gadsden ist eine Stadt im Etowah County und dessen County Seat im US-Bundesstaat Alabama. Das U.S. Census Bureau hat bei der Volkszählung 2020 eine Einwohnerzahl von 33.945 ermittelt.

## Geographie
Gadsdens geographische Koordinaten lauten 34° 1′ N, 86° 1′ W (34.010147, −86.010356). Gadsden liegt in Zentrum des Etowah Countys und erstreckt sich an beiden Ufern des Coosa River. Nach den Angaben des United States Census Bureaus hat die City eine Fläche von 99,2 km2, wovon 96,2 km2 Land und 2,9 km2 oder 2,96 % Gewässer sind. Die Südflanke des Lookout Mountain erhebt sich nördlich des Stadtzentrums.
In Gadsden herrscht das im amerikanischen Deep South übliche Ostseitenklima (Klimaklassifikation nach Köppen und Geiger: Cfa) mit vier Jahreszeiten.
Der Winter dauert von Anfang Dezember bis Ende Februar; die Tagesdurchschnitsstemperatur im Januar beträgt 5,2 °C. Durchschnittlich gibt es in Gasden 60 Frosttage und an 6,9 Tagen fällt die Temperatur auf Werte unter −7 °C. Zwar gibt es reichtlich Regen, doch ist Schneefall selten, wobei es in den meisten Jahren gar nicht schneit.
Die Sommer sind heiß und feucht und dauern von Mitte Mai bis Ende September. Die Durchschnittstemperatur im Juli beträgt 27,0 °C. Es gibt 60 bis 61 Tage mit Tageshöchsttemperaturen von über 32,0 °C, und an 2,1 Tagen steigt das Thermometer auf über 38 °C. Gegen Ende des Sommers setzt etwas trockeneres Wetter ein. Der Herbst reicht von Ende September bis Anfang Dezember und weist ähnliche Temperatur- und Niederschlagswerte auf wie der Frühling, beginnt allerdings relativ trocken.
|                       | Jan  | Feb  | Mär  | Apr  | Mai  | Jun  | Jul  | Aug  | Sep  | Okt  | Nov  | Dez  |   |       |
| Mittl. Tagesmax. (°C) | 11,0 | 13,6 | 18,8 | 23,4 | 27,4 | 30,9 | 32,6 | 32,4 | 29,2 | 23,9 | 18,1 | 12,7 | ⌀ | 22,9  |
| Mittl. Tagesmin. (°C) | −0,7 | 1,2  | 5,2  | 9,3  | 14,5 | 19,2 | 21,4 | 20,9 | 17,3 | 10,7 | 5,0  | 0,9  | ⌀ | 10,5  |
|                       |      |      |      |      |      |      |      |      |      |      |      |      |   |       |
| Niederschlag (mm)     | 126  | 127  | 130  | 120  | 122  | 112  | 126  | 94   | 99   | 93   | 127  | 110  | Σ | 1386  |
|                       |      |      |      |      |      |      |      |      |      |      |      |      |   |       |
| Regentage (d)         | 9,3  | 9,3  | 9,0  | 8,9  | 8,9  | 9,2  | 9,8  | 7,8  | 6,7  | 7,1  | 8,6  | 9,6  | Σ | 104,2 |

| −0,7 |

| 1,2 |

| 5,2 |

| 9,3 |

| 14,5 |

| 19,2 |

| 21,4 |

| 20,9 |

| 17,3 |

| 10,7 |

| 5,0 |

| 0,9 |

| −0,7 |

| 1,2 |

| 5,2 |

| 9,3 |

| 14,5 |

| 19,2 |

| 21,4 |

| 20,9 |

| 17,3 |

| 10,7 |

| 5,0 |

| 0,9 |

| N i e d e r s c h l a g | 126 | 127 | 130 | 120 | 122 | 112 | 126 | 94  | 99  | 93  | 127 | 110 |
|                         | Jan | Feb | Mär | Apr | Mai | Jun | Jul | Aug | Sep | Okt | Nov | Dez |

## Geschichte
Der Vorläufer von Gadsden war ein Dorf, das weiße Siedler als „Double Springs“ gegründet haben. Das Dorf wurde 1825 von John Riley gegründet, einem Mann, der weiße und indianische Vorfahren hatte.  Sein Haus ist immer noch existent und kann besichtigt werden.
Die Gebrüder Gabriel und Asenath Hughes errichteten 1840 eine Farm. Diese wollten die Siedlungen nach Captain James Lafferty in „Lafferty’s Landing“ umbenennen, jedoch wurde die Stadt nach Colonel James Gadsden aus South Carolina benannt.
Nach dem Sezessionskrieg wurde von der Legislative Alabamas das Baine County gegründet; Gadsden wurde inkorporiert und zum County Seat bestimmt. 1868 löste die republikanische Mehrheit das Baine County auf und begründete es als Etowah County neu. Gadsden blieb County Seat.
In den 1970er und 1980er Jahren begann der Niedergang mit dem Weggang von Industrie. Ein Artikel in Rand McNally  nannte Gadsden als eine der sieben schlimmsten Städte der USA, in denen man leben kann. Nach intensiven Investitionen schaffte es die Stadt im Jahr 2000 auf eine Liste mit den besten Städten, die sich um die Verbesserung der Lebensqualität bemühen.

## Sehenswürdigkeiten

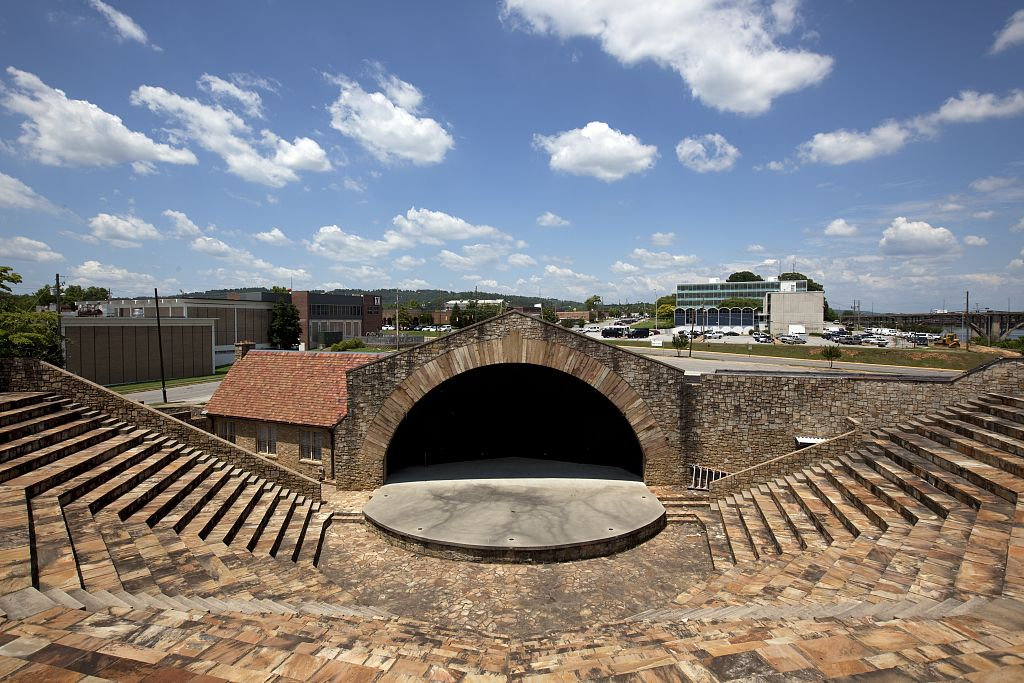
Legion Park Bowl (2010)

Elf Bauwerke und Stätten in Gadsden sind im National Register of Historic Places eingetragen (Stand 20. November 2019), darunter die Legion Park Bowl und der Alabama City Wall Street Historic District.
Im Noccalula Falls Park  befindet sich ein botanischer Garten, in der man über 25.000 Arten und Sorten der Azalee bestaunen kann.

## Demographie

### 2000
Zum Zeitpunkt des United States Census 2000 bewohnten Gadsden 38978 Personen. Die Bevölkerungsdichte betrug 418,4 Personen pro km2. Es gab 18.797 Wohneinheiten, durchschnittlich 201,8 pro km2. Die Bevölkerung in Gadsden bestand zu 62,7 % aus Weißen, 34,0 % Schwarzen oder African American, 0,3 % Native American, 0,5 % Asian, 0,1 % Pacific Islander, 1,2 % gaben an, anderen Rassen anzugehören und 1,2 % nannten zwei oder mehr Rassen. 2,6 % der Bevölkerung erklärten, Hispanos oder Latinos jeglicher Rasse zu sein.
Die Bewohner Gadsdens verteilten sich auf 14.456 Haushalte, von denen in 24,9 % Kinder unter 18 Jahren lebten. 40,5 % der Haushalte stellten Verheiratete, 18,1 % hatten einen weiblichen Haushaltsvorstand ohne Ehemann und 37,7 % bildeten keine Familien. 33,9 % der Haushalte bestanden aus Einzelpersonen und in 16,9 % aller Haushalte lebte jemand im Alter von 65 Jahren oder mehr alleine. Die durchschnittliche Haushaltsgröße betrug 2,28 und die durchschnittliche Familiengröße 2,91 Personen.
Die Bevölkerung verteilte sich auf 23,0 % Minderjährige, 9,5 % 18–24-Jährige, 25,3 % 25–44-Jährige, 22,0 % 45–64-Jährige und 20,1 % im Alter von 65 Jahren oder mehr. Der Median des Alters betrug 39 Jahre. Auf jeweils 100 Frauen entfielen 85,2 Männer. Bei den über 18-Jährigen entfielen auf 100 Frauen 80,1 Männer.
Das mittlere Haushaltseinkommen in Gadsden betrug 24.823 US-Dollar und das mittlere Familieneinkommen erreichte die Höhe von 31.740 US-Dollar. Das Durchschnittseinkommen der Männer betrug 29.400 US-Dollar, gegenüber 19.840 US-Dollar bei den Frauen. Das Pro-Kopf-Einkommen belief sich auf 15.610 US-Dollar. 22,9 % der Bevölkerung und 18,1 % der Familien hatten ein Einkommen unterhalb der Armutsgrenze, davon waren 33,9 % der Minderjährigen und 14,6 % der Altersgruppe 65 Jahre und mehr betroffen.

### 2010
Zum Zeitpunkt des United States Census 2010 bewohnten Gadsden 36.856 Personen. Die Bevölkerungsdichte betrug 382,7 Personen pro km2. Es gab 17.672 Wohneinheiten, durchschnittlich 183.5 pro km2. Die Bevölkerung in Gadsden bestand zu 57,3 % aus Weißen, 36,3 % Schwarzen oder African American, 0,4 % Native American, 0,6 % Asian, 0,4 % Pacific Islander, <3,2 % gaben an, anderen Rassen anzugehören und 1,9 % nannten zwei oder mehr Rassen. 5,4 % der Bevölkerung erklärten, Hispanos oder Latinos jeglicher Rasse zu sein.
Die Bewohner Gadsdens verteilten sich auf 15.171 Haushalte, von denen in 24,3 % Kinder unter 18 Jahren lebten. 35,9 % der Haushalte stellten Verheiratete, 19,5 % hatten einen weiblichen Haushaltsvorstand ohne Ehemann und 39,5 % bildeten keine Familien. 34,9 % der Haushalte bestanden aus Einzelpersonen und in 14,6 % aller Haushalte lebte jemand im Alter von 65 Jahren oder mehr alleine. Die durchschnittliche Haushaltsgröße betrug 2,31 und die durchschnittliche Familiengröße 2,99 Personen.
Die Bevölkerung verteilte sich auf 22,5 % Minderjährige, 9,7 % 18–24-Jährige, 25,0 % 25–44-Jährige, 26,1 % 45–64-Jährige und 16,8 % im Alter von 65 Jahren oder mehr. Der Median des Alters betrug 39,3 Jahre. Auf jeweils 100 Frauen entfielen 90,3 Männer. Bei den über 18-Jährigen entfielen auf 100 Frauen 93,5 Männer.
Das mittlere Haushaltseinkommen in Gadsden betrug 28.386 US-Dollar und das mittlere Familieneinkommen erreichte die Höhe von 34.643 US-Dollar. Das Durchschnittseinkommen der Männer betrug 33.827 US-Dollar, gegenüber 27.342 US-Dollar bei den Frauen. Das Pro-Kopf-Einkommen belief sich auf 18.60 US-Dollar. 24,9 % der Bevölkerung und 20,2 % der Familien hatten ein Einkommen unterhalb der Armutsgrenze, davon waren 38,9 % der Minderjährigen und 14,3 % der Altersgruppe 65 Jahre und mehr betroffen.

## Söhne und Töchter der Stadt
- William L. Sibert (1860–1935), Generalmajor der United States Army
- Charles Clyde Ebbets (1905–1978), Fotograf
- James Browning Allen (1912–1978), Politiker und Senator von Alabama
- Jean Cox (1922–2012), Opernsänger
- Jerry McCain (1930–2012), Bluesmusiker
- Theodore J. Lowi (1931–2017), Politikwissenschaftler
- John C. Griffith (* 1942), Generalleutnant der United States Air Force
- Finis Conner (* 1943), Unternehmer und Pionier der Festplatten-Industrie
- Roy Moore (* 1947), Jurist und Politiker
- Phillip Alford (* 1948), Schauspieler
- Beth Grant (* 1949), Schauspielerin
- Pat Swindall (1950–2018), Politiker
- Jim Guthrie (* 1961), Automobilrennfahrer
- Sunny Mabrey (* 1975), Schauspielerin
- Yelawolf (* 1979), Rapper
- Derrick Allen (* 1980), Basketballspieler
- Darnell Mooney (* 1997), American-Football-Spieler